# 第57回アカデミー賞
第57回アカデミー賞（だい57かいアカデミーしょう）は1985年3月25日に発表・授賞式が行われた。

## 式典
第57回目のアカデミー賞授賞式はドロシー・チャンドラー・パビリオンで行われ、3時間10分で終了した。結果は、ヴォルフガング・アマデウス・モーツァルトとアントニオ・サリエリの確執を描いた舞台劇の映画化作品『アマデウス』が作品賞を始めとする8部門を受賞し、圧倒的な強さを見せた。

## 候補と受賞の一覧
太字は受賞である。
また、以下での人名表記は
1. 作品の日本語公式情報およびAMPAS公式サイトの日本版とWOWOWによる授賞式放送での表記に準ずる。
2. 見当たらない場合はデータベースサイトなどを参考。
3. それでもない場合は英語表記のままとする。

| 作品賞 | 監督賞 |
| --- | --- |
| - 『アマデウス』 – ソウル・ゼインツ - 『キリング・フィールド』 – デヴィッド・パットナム、イアイン・スミス - 『インドへの道』 – ジョン・ブラボーン、リチャード・ B・グッドウィン - 『プレイス・イン・ザ・ハート』 – アーレン・ドノヴァン - 『ソルジャー・ストーリー』 – ノーマン・ジュイソン | - ミロス・フォアマン – 『アマデウス』 - ウディ・アレン – 『ブロードウェイのダニー・ローズ』 - ロバート・ベントン – 『プレイス・イン・ザ・ハート』 - ローランド・ジョフィ – 『キリング・フィールド』 - デヴィッド・リーン – 『インドへの道』 |
| 主演男優賞 | 主演女優賞 |
| - F・マーリー・エイブラハム – 『アマデウス』 - ジェフ・ブリッジス – 『スターマン/愛・宇宙はるかに』 - アルバート・フィニー – 『火山のもとで』 - トム・ハルス – 『アマデウス』 - サム・ウォーターストン – 『キリング・フィールド』 | - サリー・フィールド – 『プレイス・イン・ザ・ハート』 - ジュディ・デイヴィス – 『インドへの道』 - ジェシカ・ラング – 『カントリー』 - ヴァネッサ・レッドグレイヴ – 『ボストニアン』 - シシー・スペイセク – 『ザ・リバー』 |
| 助演男優賞 | 助演女優賞 |
| - ハイン・S・ニョール – 『キリング・フィールド』 - アドルフ・シーザー – 『ソルジャー・ストーリー』 - ジョン・マルコヴィッチ – 『プレイス・イン・ザ・ハート』 - ノリユキ・パット・モリタ – 『ベスト・キッド』 - ラルフ・リチャードソン – 『グレイストーク -類人猿の王者- ターザンの伝説』 | - ペギー・アシュクロフト – 『インドへの道』 - グレン・クローズ – 『ナチュラル』 - リンゼイ・クローズ – 『プレイス・イン・ザ・ハート』 - クリスティーン・ラーティ – 『スイング・シフト』 - ジェラルディン・ペイジ – 『パッショネイト 悪の華』 |
| 脚本賞 | 脚色賞 |
| - 『プレイス・イン・ザ・ハート』 – ロバート・ベントン - 『ビバリーヒルズ・コップ』 – ダニロ・バック、ダニエル・ペトリ・Jr - 『ブロードウェイのダニー・ローズ』 – ウディ・アレン - 『エル・ノルテ/約束の地』 – グレゴリー・ナヴァ、アンナ・トーマス - 『スプラッシュ』 – ブライアン・グレイザー、ローウェル・ガンツ、ババルー・マンデル、ブルース・J・フリードマン | - 『アマデウス』 – ピーター・シェーファー - 『グレイストーク -類人猿の王者- ターザンの伝説』 – P・H・ヴァザック、マイケル・オースティン - 『キリング・フィールド』 – ブルース・ロビンソン - 『インドへの道』 – デヴィッド・リーン - 『ソルジャー・ストーリー』 – チャールズ・フラー |
| 外国語映画賞 | |
| - Dangerous Moves (スイス) - Beyond the Walls (イスラエル) - 『カミーラ』 (アルゼンチン) - Double Feature (スペイン) - Wartime Romance (ソ連) | |
| 長編ドキュメンタリー映画賞 | 短編ドキュメンタリー映画賞 |
| - 『ハーヴェイ・ミルク』 – ロバート・エプスタイン、リチャード・シュミーセン - High Schools – チャールズ・グッケンハイム、ナンシー・スロス - In the Name of the People – Alex W. Drehsler、フランク・クリストファー - 『MARLENE/マレーネ』 – カレル・ディルカ、ゼヴ・ブラウン - 『子供たちをよろしく』 – シェリル・マッコール | - The Stone Carvers – マージョリー・ハント、ポール・ワグナー - The Children of Soong Ching Ling – ゲイリー・ブッシュ、ポール・T・K・リン - Code Gray: Ethical Dilemmas in Nursing – Ben Achtenberg、ジョン・ソーヤー - The Garden of Eden' – ローレンス・R・ホット、ロジャー・M・シャーマン - Recollections of Pavlovsk – Irina Kalinina |
| 短編実写映画賞 | 短編アニメ映画賞 |
| - Up – マイク・フーヴァー - The Painted Door – マイケル・マクミラン、ジャニス・L・プラット - Tales of Meeting and Parting – シャロン・オレック、レスリー・リンカ・グラッター | - Charade – ジョン・ミニス - Doctor De Soto – モートン・シンデル、マイケル・スポーン - Paradise – イシュ・パテル |
| 作曲賞 | 歌曲・編曲賞 |
| - 『インドへの道』 – モーリス・ジャール - 『インディ・ジョーンズ/魔宮の伝説』 – ジョン・ウィリアムズ - 『ナチュラル』 – ランディ・ニューマン - 『ザ・リバー』 – ジョン・ウィリアムズ - 『火山のもとで』 – アレックス・ノース | - 『プリンス/パープル・レイン』 – プリンス - 『マペットめざせブロードウェイ!』 – ジェフ・モス - 『ソングライター』 – クリス・クリストファーソン |
| 歌曲賞 | 録音賞 |
| - ｢心の愛｣（『ウーマン・イン・レッド』） – スティーヴィー・ワンダー (作詞・作曲) - "Against All Odds (Take a Look at Me Now)"（『カリブの熱い夜』） – フィル・コリンズ (作詞・作曲) - "Footloose"（『フットルース』） – ケニー・ロギンス (作詞・作曲)、ディーン・ピッチフォード (作詞・作曲) - "Let's Hear It for the Boy"（『フットルース』） – ディーン・ピッチフォード (作詞・作曲)、トム・スノウ (作詞・作曲) - "Ghostbusters"（『ゴースト・バスターズ』） – レイ・パーカー・ジュニア (作詞・作曲)    | - 『アマデウス』 – マーク・バーガー、トム・スコット、トッド・ボークルヘイド、クリス・ニューマン - 『デューン/砂の惑星』 – ビル・ヴァーニー、スティーヴ・マスロウ、ケヴィン・オコネル、ネルソン・ストール - 『2010年』 – マイケル・J・コフト、アーロン・ローチン、カルロス・デラリオス、ジーン・キャンタメッサ - 『インドへの道』 – グラハム・V・ハートストーン、ニコラス・ラ・メジャラー、マイケル・A・カーター、ジョン・W・ミッチェル - 『ザ・リバー』 – ニック・アルフィン、ロバート・サールウェル、リチャード・ポートマン、デヴィッド・M・ロニ |
| 美術賞 | 撮影賞 |
| - 『アマデウス』 – パトリシア・フォン・ブランデンスタイン (美術)、カレル・サーニー (装置) - 『2010年』 – アルバート・バーナー (美術)、リック・シンプソン (装置) - 『コットンクラブ』 – リチャード・シルバート (美術)、ジョージ・ゲインズ (装置)、レス・ブルーム (装置) - 『ナチュラル』 – アンゲロ・グラハム (美術)、メル・ボーン (美術)、スピード・ホプキンス (美術)、ブルース・ワイントロープ (装置) - 『インドへの道』 – ジョン・ボックス (美術)、レスリー・トムキンス (装置)、ヒュー・スケイフ (装置) | - 『キリング・フィールド』 – クリス・メンゲス - 『アマデウス』 – ミロスラフ・オンドリチェク - 『ナチュラル』 – キャレブ・デシャネル - 『インドへの道』 – アーネスト・デイ - 『ザ・リバー』 – ヴィルモス・スィグモンド |
| メイクアップ賞 | 衣裳デザイン賞 |
| - 『アマデウス』 – ディック・スミス、ポール・ルブランク - 『グレイストーク -類人猿の王者- ターザンの伝説』 – リック・ベイカー、ポール・エンジェレン - 『2010年』 – マイケル・ウエストモア | - 『アマデウス』 – テオドール・ピステック - 『2010年』 – パトリシア・ノリス - 『ボストニアン』 – ジェニー・ビーヴァン、ジョン・ブライト - 『インドへの道』 – ジュディ・ムーアクロフト - 『プレイス・イン・ザ・ハート』 – アン・ロス |
| 編集賞 | 視覚効果賞 |
| - 『キリング・フィールド』 – ジム・クラーク - 『アマデウス』 – ニーナ・デーンヴィック、マイケル・チャンドラー - 『コットンクラブ』 – バリー・マルキン、ロバート・Q・ラヴェット - 『インドへの道』 – デヴィッド・リーン - 『ロマンシング・ストーン 秘宝の谷』 – ドン・キャンバーン、フランク・モリス | - 『インディ・ジョーンズ/魔宮の伝説』 – デニス・ミューレン、Michael J. McAlister、ローン・ピーターソン、ジョージ・ギブス - 『2010年』 – リチャード・エドランド、ニール・クレペラ、 ジョージ・ヤンセン、マーク・ステットソン - 『ゴーストバスターズ』 – リチャード・エドランド、ジョン・ブルーノ、 マーク・ヴァーゴ、チャック・ギャスパー |

### アカデミー名誉賞
- ジェームズ・ステュアート
- National Endowment for the Arts

### ジーン・ハーショルト友愛賞
- デヴィッド・L・ウォルパー

### ゴードン・E・ソーヤー賞
- リンウッド・G・ダン

### アカデミー特別業績賞
- ザ・リバー (ケイ・ローズ)

### プレゼンター
| プレゼンター                   | 役                                           |
| ------------------------------ | -------------------------------------------- |
| ジェニファー・ビールス         | 衣裳デザイン賞                               |
| グレン・クローズ               | 衣裳デザイン賞                               |
| キャンディス・バーゲン         | 視覚効果賞                                   |
| ウィリアム・ハート             | 視覚効果賞                                   |
| ジェフ・ブリッジス             | 作曲賞 短編アニメ映画賞                      |
| アン・ラインキング             | 作曲賞 短編アニメ映画賞                      |
| ジュヌヴィエーヴ・ビュジョルド | 編集賞                                       |
| ウィリアム・ハート             | 編集賞                                       |
| プラシド・ドミンゴ             | 外国語映画賞                                 |
| フェイ・ダナウェイ             | 外国語映画賞                                 |
| カーク・ダグラス               | 脚本賞 脚色賞                                |
| バート・ランカスター           | 脚本賞 脚色賞                                |
| マイケル・ダグラス             | 編曲・歌曲賞                                 |
| キャスリーン・ターナー         | 編曲・歌曲賞                                 |
| マイケル・ダグラス             | 短編ドキュメンタリー映画賞                   |
| キャスリーン・ターナー         | 長編ドキュメンタリー映画賞                   |
| ロバート・デュヴァル           | 主演女優賞                                   |
| ケーリー・グラント             | 名誉賞 (ジェームズ・ステュアート)            |
| グレゴリー・ハインズ           | 録音賞                                       |
| エイミー・アーヴィング         | 録音賞                                       |
| グレゴリー・ハインズ           | 歌曲賞                                       |
| リンダ・ハント                 | 助演男優賞                                   |
| ジーン・ケリー                 | ジーン・ハーショルト友愛賞                   |
| シャーリー・マクレーン         | 主演男優賞                                   |
| スティーヴ・マーティン         | 美術賞                                       |
| ケリー・レブロック             | メイクアップ賞                               |
| ロネット・マッキー             | メイクアップ賞                               |
| ローレンス・オリヴィエ         | 作品賞                                       |
| ライアン・オニール             | 助演女優賞                                   |
| トム・セレック                 | 撮影賞                                       |
| ダイアナ・ロス                 | 撮影賞                                       |
| トム・セレック                 | 短編実写映画賞                               |
| キャスリーン・ターナー         | 短編実写映画賞                               |
| スティーヴン・スピルバーグ     | 監督賞                                       |
| グレン・クローズ               | 名誉賞 (The National Endowment for the Arts) |

### パフォーマー
- デビー・アレン "Footloose"（『フットルース』）
- レイ・パーカー・ジュニア、ドム・デルイーズ "Ghostbusters"（『ゴースト・バスターズ』）
- アン・ラインキング "Against All Odds (Take a Look at Me Now)"（『カリブの熱い夜』）
- ダイアナ・ロス ｢心の愛｣（『ウーマン・イン・レッド』）
- デニース・ウィリアムズ "Let's Hear It for the Boy (song)"（『フットルース』）

### 統計
| 複数候補: - 11 候補: 『アマデウス』、『インドへの道』 - 7 候補: 『キリング・フィールド』、『プレイス・イン・ザ・ハート』 - 5 候補: 『2010年』、『ザ・リバー』 - 4 候補: 『ナチュラル』 - 3 候補: 『グレイストーク -類人猿の王者- ターザンの伝説』、『ソルジャー・ストーリー』 - 2 候補: 『ボストニアン』、『ブロードウェイのダニー・ローズ』、『コットンクラブ』、『フットルース』、『ゴーストバスターズ』、『インディ・ジョーンズ/魔宮の伝説』、『火山のもとで』 | 複数受賞. - 8 受賞: 『アマデウス』 - 3 受賞: 『キリング・フィールド』 - 2 受賞: 『インドへの道』、『プレイス・イン・ザ・ハート』 |